# Елена Гунчева
Елена Цонева Гунчева-Гривова е български юрист, документалист, политик и народен представител в XLVII народно събрание от партия „Възраждане“.

## Биография
Родена на 7 януари 1971 г. в Пловдив, Народна република България. Средното си образование е завършила в ЕСПУ „Лиляна Димитрова“ (от 1991 г. СОУ „Св. Патриарх Евтимий“) в паралелка с усилено изучаване на немски език, а УПК със специалност „Администратор документалист“ в Икономически техникум – Пловдив (днес Национална търговска гимназия). Магистър по право от ПУ „Паисий Хилендарски“. От 2000 до 2010 г. е била юрисконсулт – старши и главен в община Пловдив, в дирекции „Общинска собственост“ и „Правно-нормативно обслужване“. От началото на 2011 г. е адвокат към Адвокатска колегия Пловдив.
Елена Гунчева е автор на две книги: „България обича героите си мъртви“ и „Оглушителното мълчание на българите“.
Към 2017 г. заема открито проамерикански позиции като в социалните мрежи се пазят нейни коментари срещу Русия като, „В Русия винаги е имало само терор! А Путин е най-лошото след Сталин!“
Участва в президентските и парламентарни избори през 2021 г. от гражданската квота на партия „Възраждане“.
На парламентарните избори през април 2021 г. и юли 2021 г. е кандидат за депутат, водач от листата на партия „Възраждане“ за 16 МИР Пловдив (град).
На президентските избори през 2021 г. е кандидат за вицепрезидент от листата на партия „Възраждане“, заедно с кандидата за президент Костадин Костадинов.
На парламентарните избори през ноември 2021 година е избрана за народен представител от 16-ти МИР – Пловдив град. Отказва се да бъде избрана от 4-ти МИР Велико Търново, където също е избрана.
През март 2022 година името на Гунчева нашумява силно покрай нейна публикация в социалните мрежи, изразяваща надежда Русия да бомбардира с „високоточкови“ оръжия българския Министерски съвет, ако България изпрати въоръжение на Украйна по повод нападението на Русия над нея. Изказването на Гунчева е остро осъдено от председателя на българския парламент, както и от посланиците на 35 държави – страните от Европейския съюз, САЩ, Албания, Австралия, Канада, Грузия, Израел, Япония и Обединеното кралство, – които заявяват, че „[п]одобни заплахи са неизвиними и ние сме обединени в убеждението си, че речта на омразата не може да има място в нашите общества“. Специализираната прокуратура започва проверка по случая за евентуално подбуждане към война на чужда държава срещу Република България.
На 24 юни 2022 г. напуска партия „Възраждане“ поради поведението на Костадинов, некомпетентността на някои от кадрите на партията и липсата на сътрудничество на партията с гражданските организации. На 8 септември 2022 г. Гунчева публикува статия, в която описва членовете на партия „Възраждане“ като „фашизоиди и илитерати“. Гунчева нарича Костадинов „патерица“ на Бойко Борисов.